# الأخويلا (محافظة)
الأخويلا (بالإسبانية: Alajuela)‏ هي محافظة من محافظات كوستاريكا، تقع في الجزء الشمالي من الدولة، وتحدها نيكاراغوا من الشمال، محافظة إيريذيا من الشرق وسان خوسيه من الجنوب وبونتاريناس وغواناكاسته من الجنوب الغربي والجنوب. وتتألف من 15 كانتون. وتعتبر من أكبر المحافظات وتغطي مساحة 9,757.53 كم². ولديها عدد سكان حوالي 848,164 نسمة. المدينة الرئيسة للمحافظة هي مدينة الأخويلا، وتعد أيضا مدينة كيساذا من المدن الهامة.

## التاريخ
في المرحلة ما قبل الكولومبيةـ تم احتلال الأخويلا من قبل جماعة محلية تدعى «ويتاريس» في الجنوب، وفوتوس و غاتوسوس وتيسيس و كاتاباس في الشمال، وتم تأسيس سانتا كالينا ( والتي تدعي اليوم بكانتون ماتيو في عام 1574.
بعد تأسيس مدينة كارتاغو، في نهايات القرن السادس عشر، بدأت الشعوب الأولى بالتوسع إلى الغرب، وفي بداية القرن الثامن عشر، تكاثر شعب إيريذيا والذي شكل القاعدة الثانية للتوسع ومرة أخرى في الغرب.
حملة 1856 - 1857
تشتهر الأخويلا أنها وطن البطل الكوستاريكي خوان سانتاماريا، كان سانتاماريا ( و المدعو بـ أي القنفذ) قرويا والذي أصبح بطلا في حملة 1856 - 1857 عندما هزمت كوستريكا جيش أمريكا الشمالية الذي كان بقيادة القرصان ويليام واكر .

## التقسيمات
تتألف الأخويلا من 15 كانتون :
1. الأخويلا
2. سان رامون
3. غريسيا
4. سان ماتيو
5. أتيناس
6. نارانخو
7. بالماريس
8. بواس
9. أوروتينا
10. سان كارلوس
11. ألفارو رويس
12. فالفيردي فيغا
13. أوبالا
14. لوس شيليلس
15. غواتوسو

## ألبوم الصور

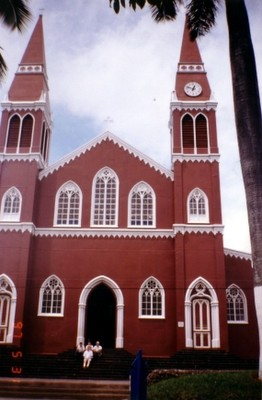
باروكيا لاس ميرسيذيس دي غراسيا
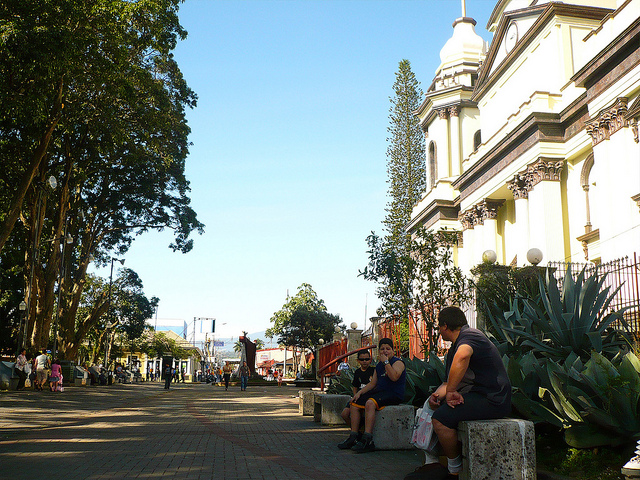
كنيسة الأخويلا و الحديقة العامة
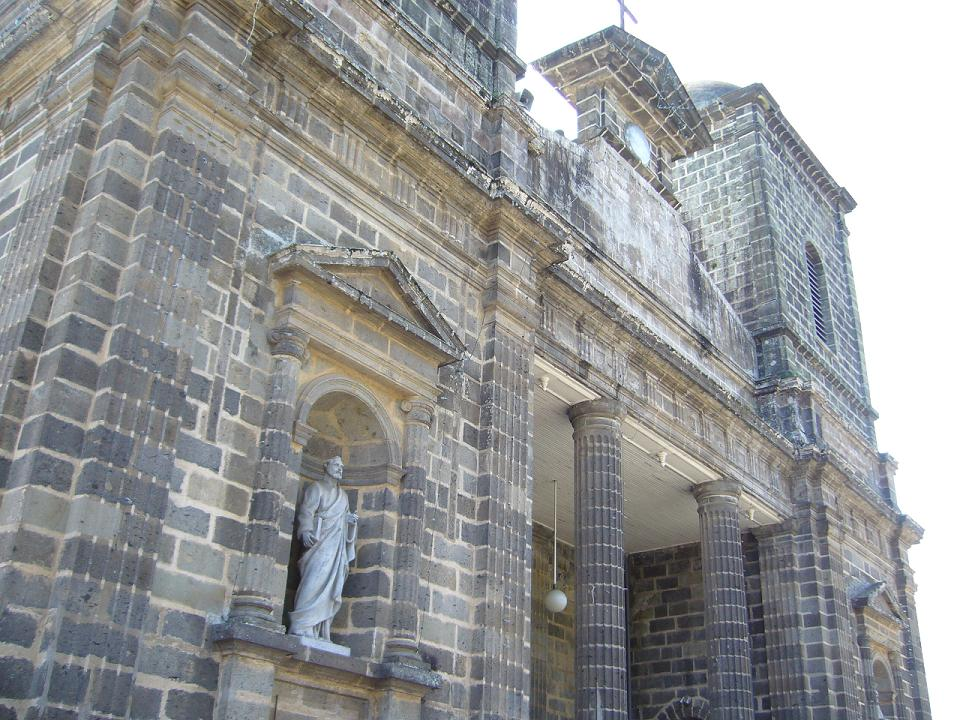
كنيسة بالميراس
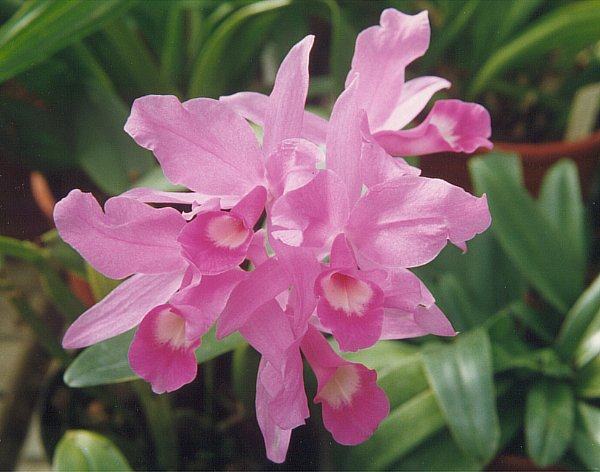
زهرة الغواريا البنفسجية
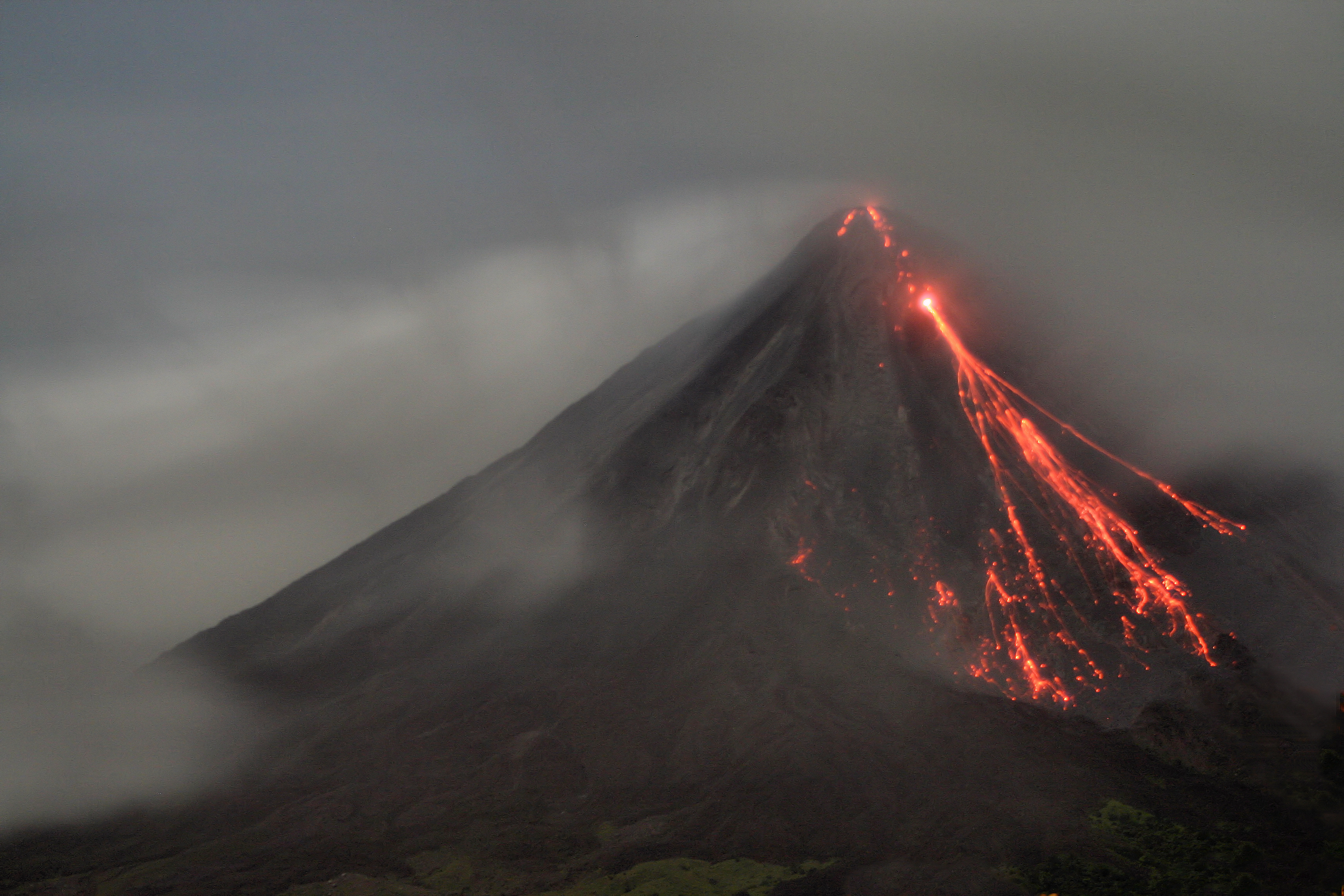
بركان أرينال
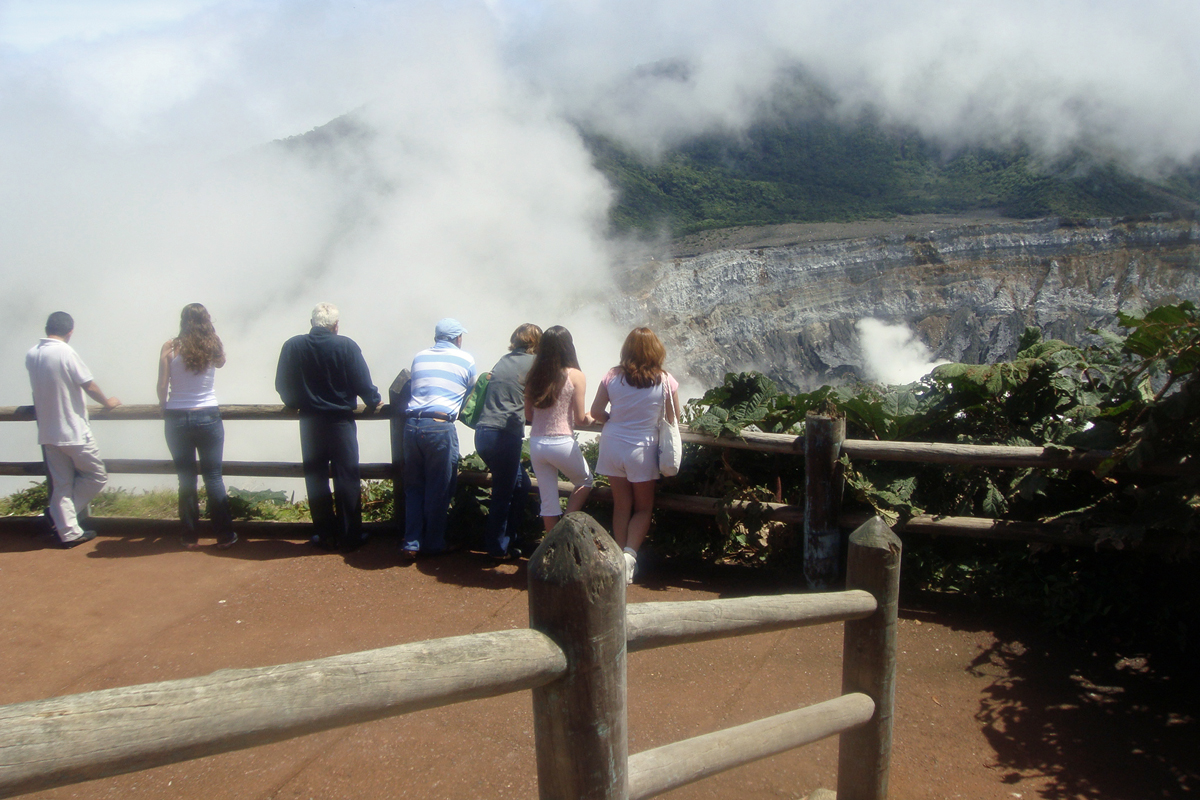
سياح في بركان بواس
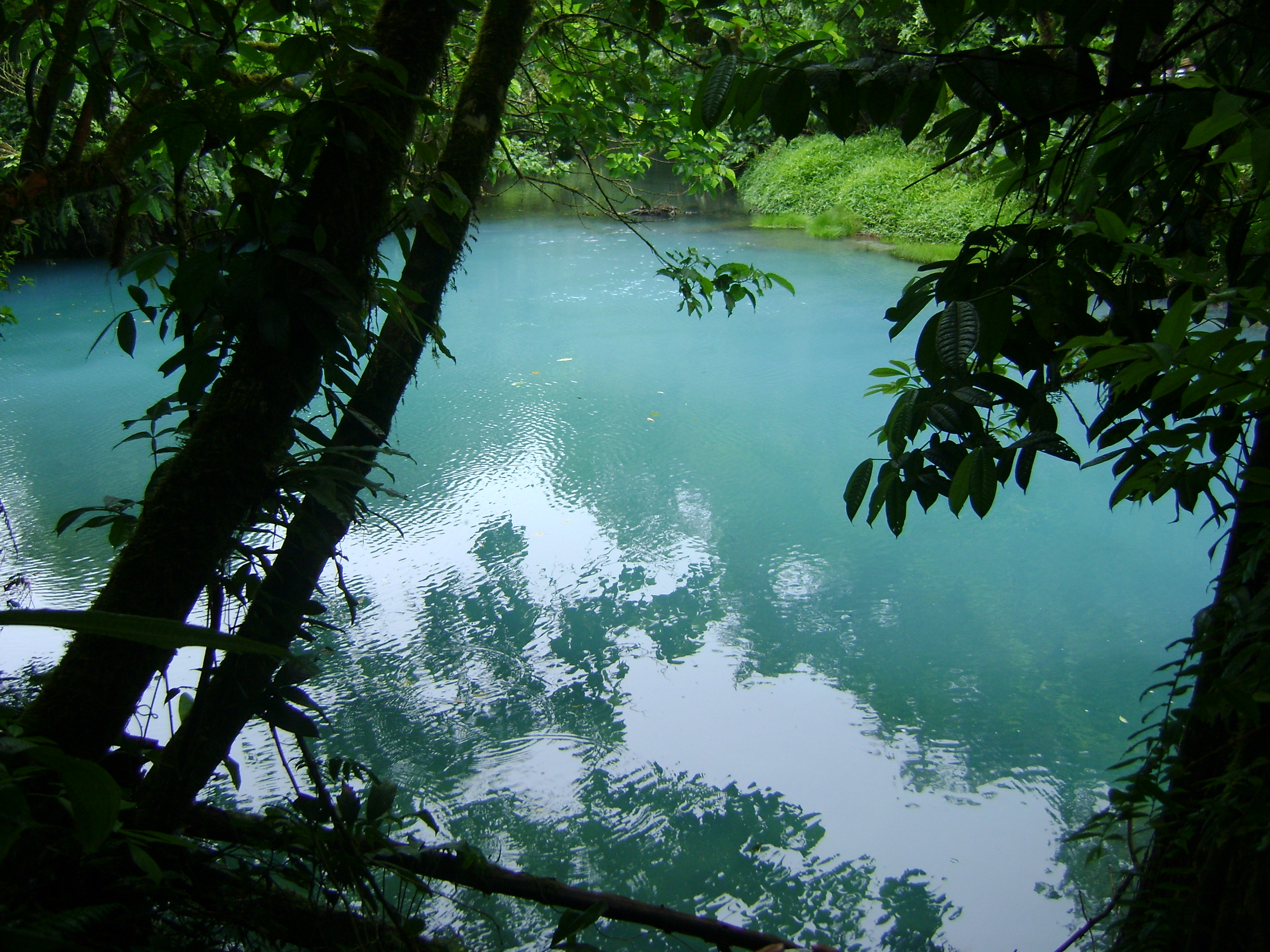
نهر سيليستيه
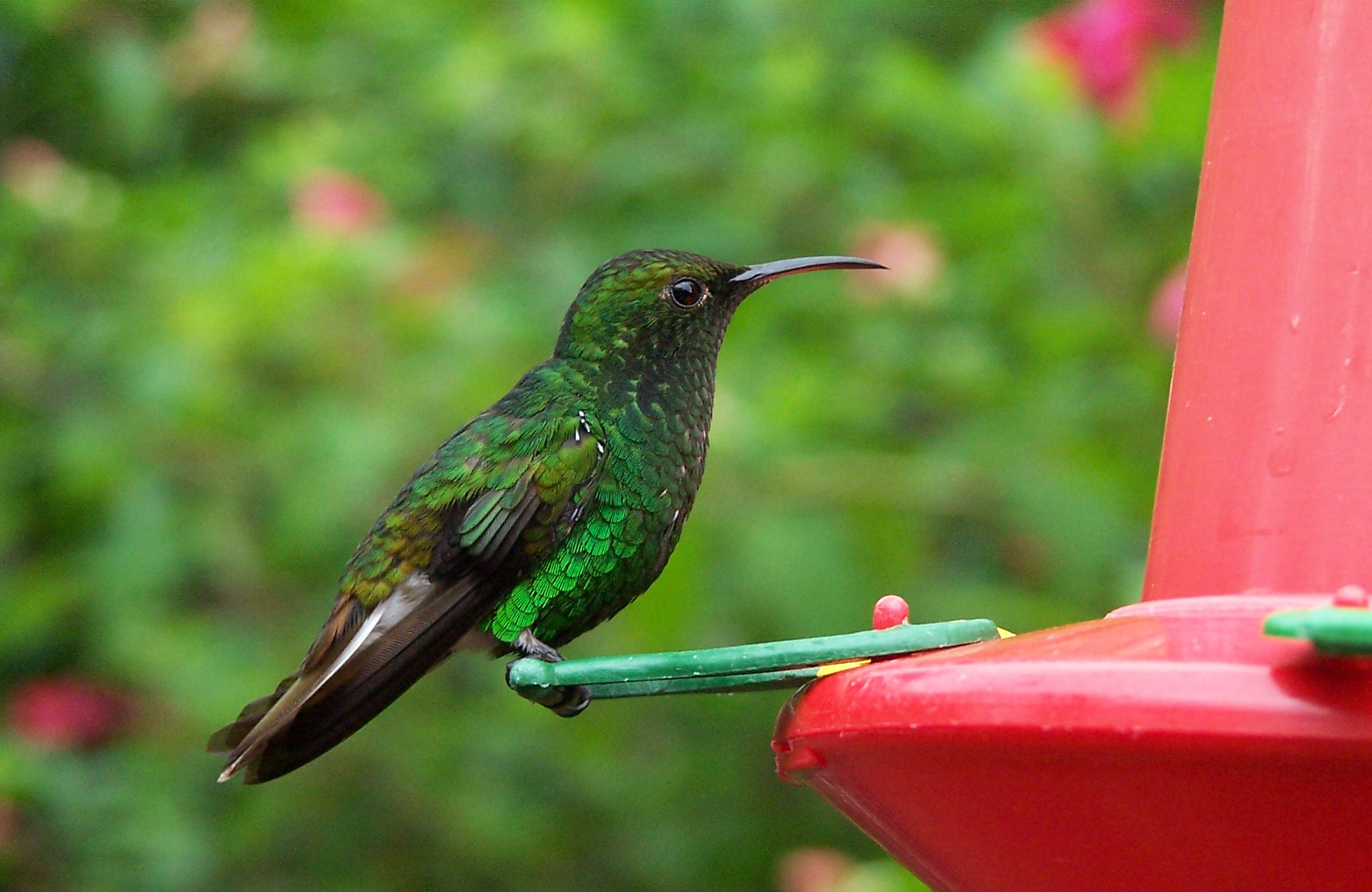
طائر الكوليفري
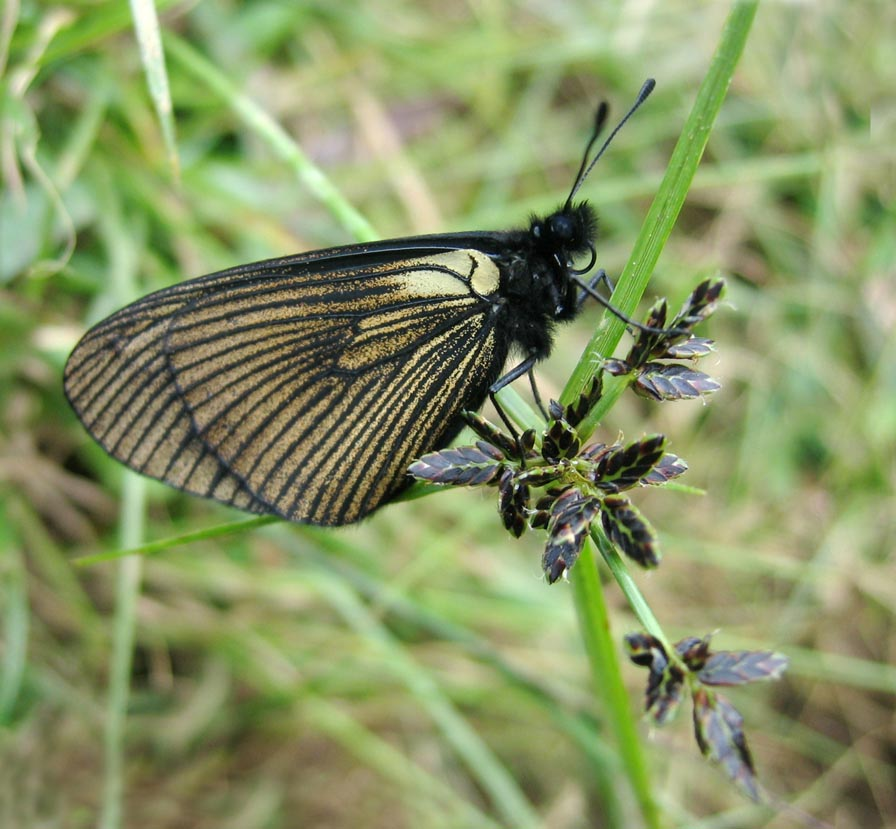
فراشة الصيف
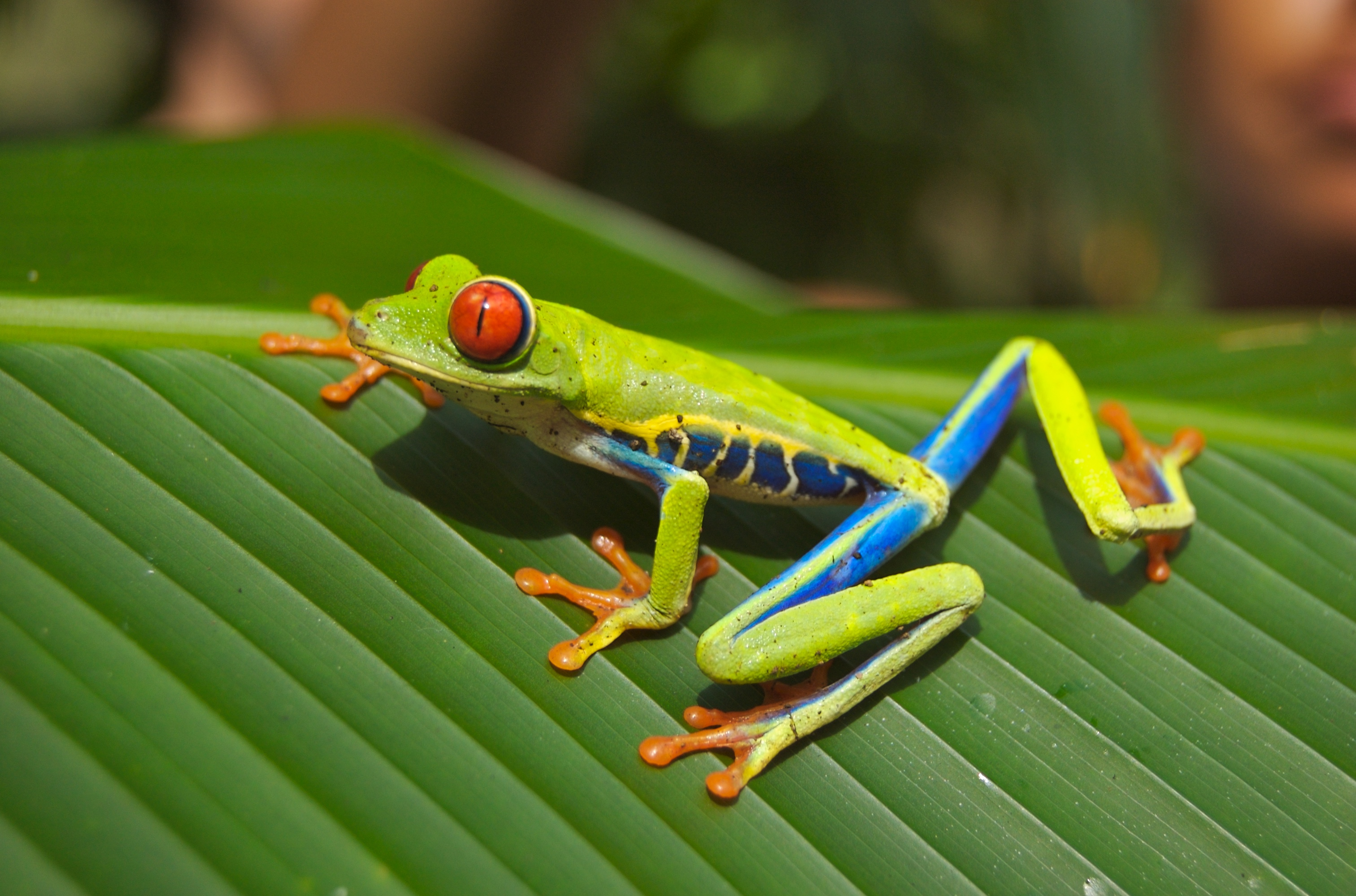
ضفدع أحمر العينين